# Icona Pop
Icona Pop is een dj- en synthpopduo uit Zweden, bestaande uit Caroline Hjelt (8 november 1987) en Aino Jawo (7 juli 1986). Hun muziek is beïnvloed door electrohouse, punk en indierock. Ze werden internationaal bekend met hun nummer I love it, waarmee zij begin 2013 een wereldhit scoorden. Het duo is sinds september 2012 afwisselend in Los Angeles en New York gevestigd.

## Loopbaan

### Het begin
Hjelt en Jawo groeiden beiden op in Stockholm. Ze ontmoetten elkaar op een feestje in februari 2009 en vormen sindsdien een duo. Vier weken later hadden ze al liedjes geschreven voor hun eerste gezamenlijke optreden. Nog in hetzelfde jaar tekenden ze een contract met het platenlabel TEN Music Group.
Het duo beschrijft hun muziek als "klassieke popmelodieën met drum en synthesizer". Ze werkten in de studio met verschillende producers, zoals Style of Eye, Patrick Berger (Robyn), Elof Loelv (Niki & The Dove) en Starsmith. 
Het duo was al vroeg internationaal actief, met optredens in onder meer de Verenigde Staten, Duitsland, Italië en het Verenigd Koninkrijk. Hun debuutsingle Manners werd uitgebracht door Neon Gold bij Kitsuné Music, en hun ep Nights like this bij Mercury Records. In de herfst van 2012 brachten ze in de Verenigde Staten een ep uit, Iconic, en in Zweden het album Icona Pop. De ep Iconic stond op de 21e plaats in de Itunes Dance-hitlijst.

### I love it
I love it, de eerste echte single van hun debuutalbum Icona Pop, werd geschreven door Patrik Berger, Linus Eklöw en Charlotte Aitchison. Het nummer dook meteen op in de officiële Zweedse hitlijst en groeide daarna uit tot een grote hit in vele landen. Het lied werd onder andere gebruikt in de videogame Need for Speed: Most Wanted, in een Duits reclamespotje voor Coca-Cola Light in januari 2013, de titelsong voor het Amerikaanse realityprogramma Snooki & JWoww en in een aflevering van de Amerikaanse serie Girls. In maart 2013 werd I love it gebruikt in de zestiende aflevering van het vierde seizoen van The Vampire Diaries. Het nummer kwam ook voor in de reclame voor de Samsung Galaxy S4.
In 2013 gingen ze op tournee door de Verenigde Staten. In datzelfde jaar was Icona Pop genomineerd voor de EMA's in Amsterdam.

## Discografie

### Singles
| Single met eventuele hitnotering(en) in de Nederlandse Top 40 | Datum van verschijnen | Datum van binnenkomst | Hoogste positie | Aantal weken | Opmerkingen                                  |
| ------------------------------------------------------------- | --------------------- | --------------------- | --------------- | ------------ | -------------------------------------------- |
| I love it                                                     | 2012                  | 05-01-2013            | 13              | 18           | met Charli XCX / Nr. 16 in de Single Top 100 |
| Never been in love                                            | 2014                  | 18-10-2014            | tip5            | -            | met Cobra Starship                           |
| X's                                                           | 2018                  | 25-08-2018            | tip14           | -            | met CMC$ & GRX                               |

| Single met hitnotering(en) in de Vlaamse Ultratop 50 | Datum van verschijnen | Datum van binnenkomst | Hoogste positie | Aantal weken | Opmerkingen        |
| ---------------------------------------------------- | --------------------- | --------------------- | --------------- | ------------ | ------------------ |
| I love it                                            | 2013                  | 23-02-2013            | 6               | 28           | met Charli XCX     |
| Girlfriend                                           | 2013                  | 22-06-2013            | tip17           | -            |                    |
| All night                                            | 2013                  | 05-10-2013            | tip8            | -            |                    |
| Never been in love                                   | 2014                  | 13-09-2014            | tip64           | -            | met Cobra Starship |

### Albums
| Album met hitnotering(en) in de Vlaamse Ultratop 200 albums | Datum van verschijnen | Datum van binnenkomst | Hoogste positie | Aantal weken | Opmerkingen |
| ----------------------------------------------------------- | --------------------- | --------------------- | --------------- | ------------ | ----------- |
| This is...                                                  | 2013                  | 02-11-2013            | 96              | 4            |             |